# Loriquet versicolore
Psitteuteles versicolor
Genre
Espèce
Statut de conservation UICN

 LC  : Préoccupation mineure
Statut CITES
Le Loriquet versicolore (Psitteuteles versicolor) est une espèce d'oiseaux de la famille des Psittaculidae endémique de l'Australie.

## Description
Cet oiseau est très proche du Loriquet iris, mais s'en distingue notamment par une étendue moindre de la tache frontale rouge.
Il mesure entre 17 et 20 cm de long et pèse 60 g.

## Distribution et habitat
Il habite tout le nord de l'Australie et plus particulièrement la Péninsule du cap York. Il fréquente les forêts d'eucalyptus, de Melaleuca et de banksia. Dans les zones urbaines, on le trouve dans les arbres des villes et les jardins des particuliers.

## Alimentation
Il se nourrit de nectar, de pollens, de bourgeons, de fruits, de graines et d'insectes.

## Mode de vie
Il vit en bandes dans les arbres et les buissons.

## Reproduction
Il se reproduit pendant la saison sèche d'avril ou mai à août ou septembre, mais on observe quelques reproductions en dehors de cette période. Il fait en général une seule nichée par an, parfois deux. Il niche dans les troncs d'arbres à la manière du loriquet à tête bleue, mais rarement à d'aussi grandes hauteurs que lui. La femelle pond 2 à 5 œufs qu'elle couve 22 jours. Les œufs sont blancs mat, de forme ronde, mesurant environ 24 mm x 19 mm.